# クイルー川
クイルー川（クイルーがわ、Kouilou River）、またはニアリ川（ニアリがわ、Niari River）は、コンゴ共和国の河川。長さは約724km。コンゴ共和国の海岸地方を流れる川である。コンゴ共和国は首都ブラザビル西方の山地にて水系が二つに分かれ、山地以東はコンゴ川水系に、山地以西のブエンザ地方、レクム地方、ニアリ地方、クイルー地方はクイルー川水系に属する。この川は流域のほとんどでクイルー川と呼ばれるが、中流域にあるニアリ地方でだけはニアリ川と呼ばれる。クイルー川は途中でルエセ川を合わせ、最終的にはポワントノワール北方約50km、マディンゴ＝カイという場所で大西洋へと注ぎ込む。
高低差の激しい地方を流れるために滝が多く、船の航行は不可能である。また河口部にはクイルー川によって運ばれた土砂が沿岸部を流れるベンゲラ海流によって堆積し、砂州が広がっている。
流域に沼地林が多く、河口付近にラグーン、カミガヤツリの沼地とマングローブもある。一帯にはアフリカゾウ、ニシローランドゴリラ、チンパンジー、シタツンガ、アフリカスイギュウ、カバやハイギョのプロトプテルス・ドロイなどの動物が生息しており、中流部のニアリ川渓谷は2012年に、河口周辺を含む下流部は2017年にそれぞれラムサール条約登録地となった。